# ガインダコート
ガインダコート（ネパール語: गैंडाकोट नगरपालिका、 英: Gaindakot）は、
ネパール中南部、ガンダキ州ナワルプル郡に位置する都市である。英語名称は、Gaindakot Municipality (ガインダコート市）で、人口は8万737人(2021年国勢調査)である。ガインダコート市は、2014年5月に当時のムクンダプル、アマラプリおよびガインダコート村の合併により編成された。

## 概要

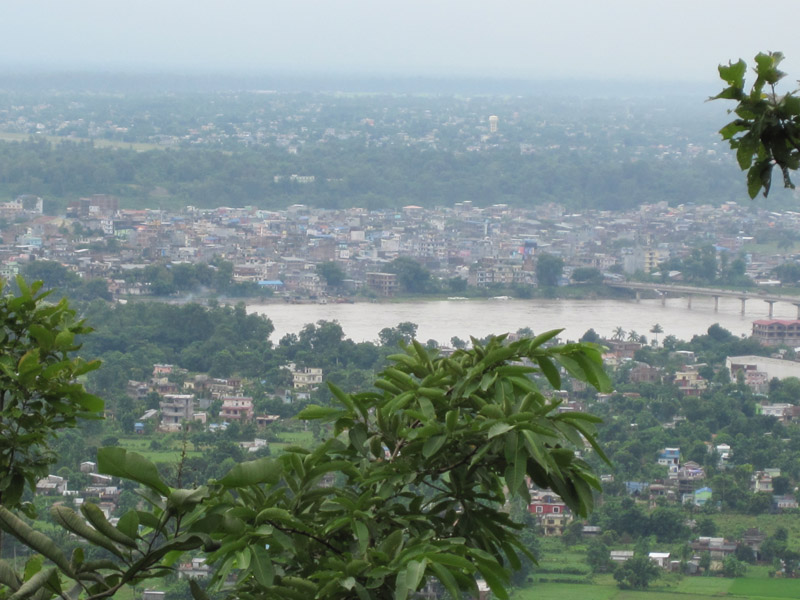
マウラ・カリカ寺院から見たガインダコート町の風景

ナラヤニ川の岸辺に位置し、川の南側にはナラヤンガート(バラトプル)の町がある。
ナラヤニ・プル（橋）は、ガインダコートとナラヤンガート、そしてネパールの東西を結ぶ大動脈である。
ガンジス川の上流の一部でもあるナラヤニ川は、地域住民の生活や宗教の面でも欠かせない
ネパールの大きな川のひとつである。
ガインダコートにはネパールで唯一の製紙工場ビルクティ・パルプ製紙工場（Bhirkuti Pulp & Paper Mill）の大企業と
小規模の繊維産業、退屈な産業、金属産業とガス補充の産業がある。ビルクティ・パルプ製紙工場は1986年
に中国の支援によって建設された。なお、同工場は2011年末時点で閉鎖状態である。
農業が主な産業で米、小麦、マスタード、トウモロコシ、ジャガイモ等の季節を越えた作物が栽培される。
主な教育施設や病院がなく、大学や高等学校や病院はバラトプル（ナラヤンガート）が頼りの町である。
ガインダコートに高校が一校といくつかの小中学校がある。
海面から約150mの標高に位置するガインダコートは北西側は山に囲まれている。マウラ山の頂上に全国的にも有名なマウラ・カリカ寺（カリカ寺院とも呼ばれる）
がある。マウラ・カリカ寺院は、ヒンドゥー教の女神の寺院で国内外の参拝者が1年中訪れる。
2010年にネパール初代大統領のラーム・バラン・ヤーダブがマウラ・カリカ寺院の参拝に訪れた。
ガインダコートは1950年頃迄ジャングルで犀が生殖していた。
ネパール語で「ガインダ」は「犀」のことを示す。「コート」は「生殖地」または「家」のことである。

## 観光
- マウラ・カリカ寺院：山の麓から階段が整備されており、頂上まで2キロのハイキング。晴れの日は山の頂上からマナスル山脈も見える。

　最近、マウラ・カリカ寺院の参拝に訪れる観光客が年々と増え、ガインダコートを観光地としての登録の動きがある。
- チトワン国立公園：これまで「ロイヤル・チトワン国立公園」として知られた自然保護公園。ユネスコ世界遺産に登録されている。
- ナラヤンガート：ショッピングのみならず、ホテル、ロッジなどの宿泊施設やレストランなどが充実しつつあり、交通も至便である。

## 宗教施設
- デウガート（Devghat）：ヒンドゥー教の聖地の一つで、ナラヤニ川とカリ川の交わる場所にある。市街地から7km位置にある。
- マウラ・カリカ寺院 Maula Kalika  : ヒンドゥー教女神のお寺である。特に10月の後半のダサイン祭りの時期に賑わいが多い。

## ビルクティ・パルプ製紙工場による環境汚染問題
工場の排水・汚染水が処理せずに大量にナラヤニ川に流され、
川の生態系の破壊と大気汚染の環境汚染問題でビルクティ・パルプ製紙工場
が過去に地域住民と国内外の環境自然保護団体から批判されたことがある。
- 環境調査参考
- 関連ニュース

### SNS
- Twitter-ガインダコート町
- Facebook-Gaindakot Dot Com (ネパール語)